# Bistum Grasse
Das Bistum Grasse (lat.: Dioecesis Grassensis) war eine in Frankreich gelegene römisch-katholische Diözese mit Sitz in Grasse.

## Geschichte
Das Bistum Grasse wurde im 4. oder 5. Jahrhundert als Bistum Antibes errichtet. Es wurde dem Erzbistum Aix als Suffraganbistum unterstellt. Erster Bischof war Armantaire. Mitte des 11. Jahrhunderts wurde das Bistum Antibes dem Erzbistum Embrun als Suffraganbistum unterstellt. Im Jahre 1146 wurde der Bischofssitz von Antibes nach Grasse verlegt.
Am 29. November 1801 wurde das Bistum Grasse infolge des Konkordates von 1801 durch Papst Pius VII. mit der Päpstlichen Bulle Qui Christi Domini aufgelöst und das Territorium wurde dem Erzbistum Aix angegliedert.
Im Jahre 1752 umfasste das Bistum Grasse 21 Pfarreien.

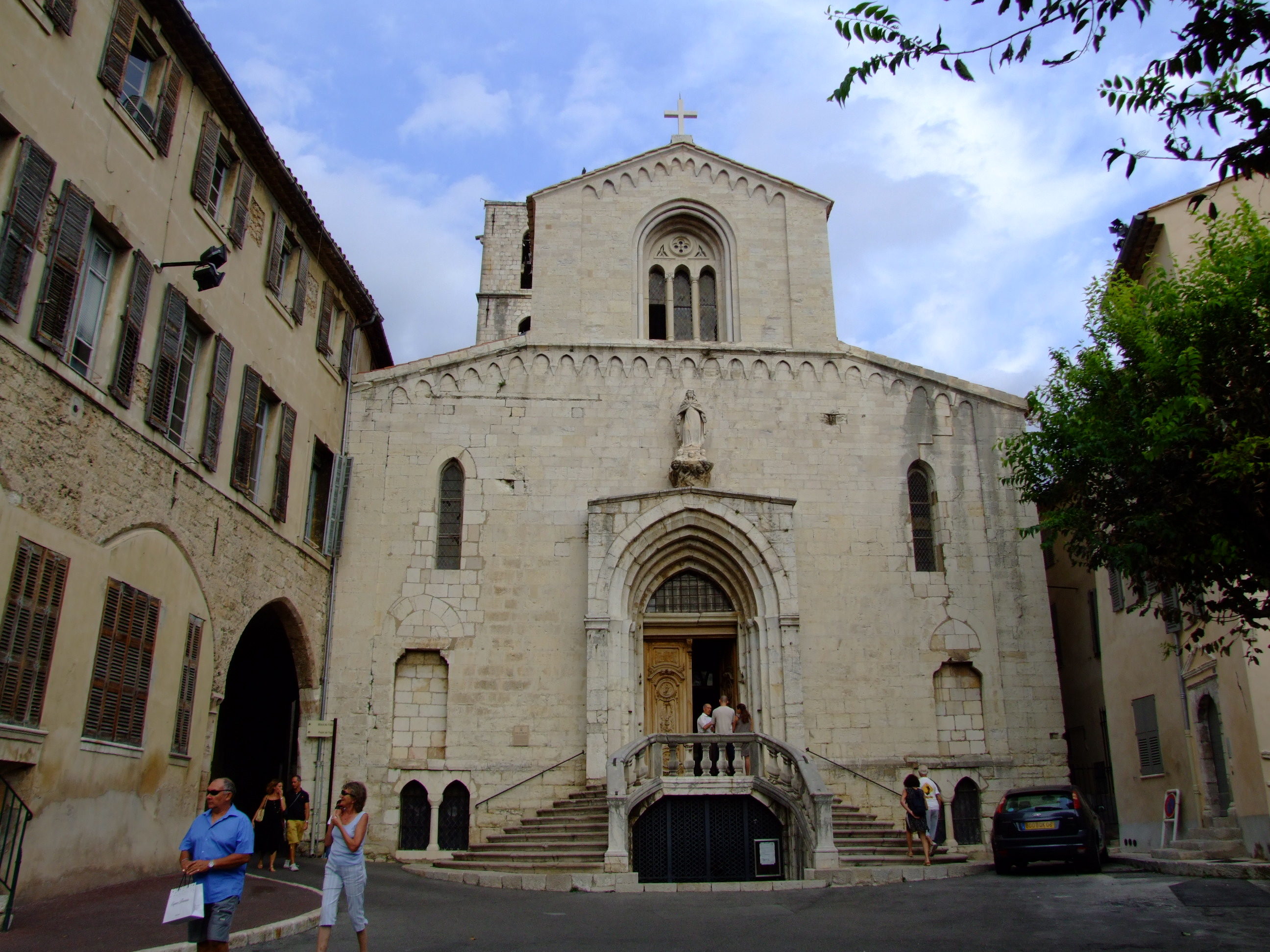
Die Kathedrale Notre-Dame-du-Puy in Grasse
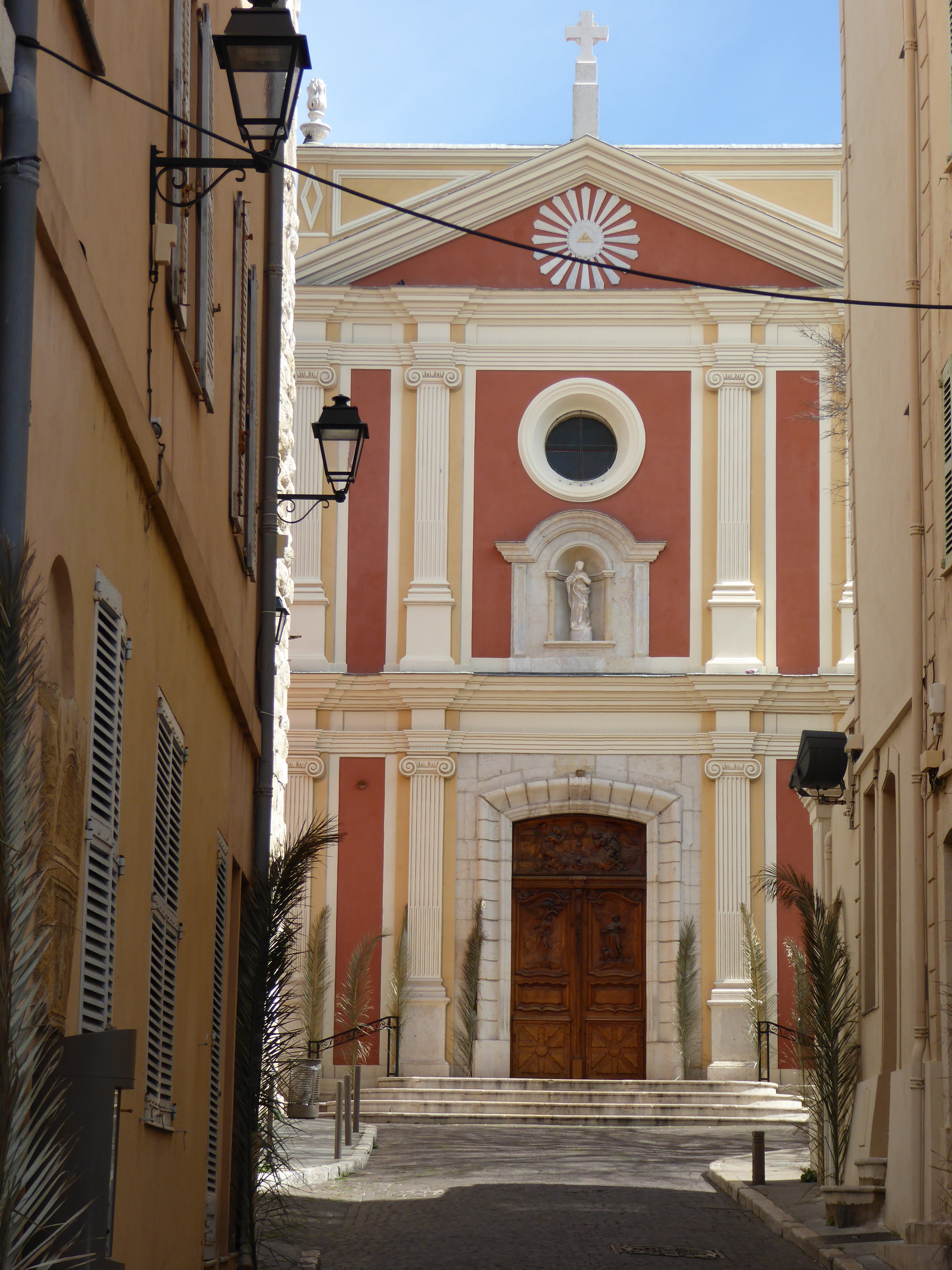
Die Kathedrale Notre-Dame-de-la-Platea in Antibes